# Neobalanocarpus heimii
Neobalanocarpus es un género botánico monotípico de plantas con flores perteneciente a la familia Dipterocarpaceae. Su única especie Neobalanocarpus heimii es originaria de Malasia.

## Taxonomía
Neobalanocarpus heimii fue descrita por (King) P.S.Ashton y publicado en Flora Malesiana : Series I : Spermatophyta 9: ?. 1982.
Etimología
Neobalanocarpus: nombre genérico compuesto que significa "nuevo Balanocarpus".
heimii: epíteto otorgado en honor del botánico francés Frédéric Louis Heim.
Sinonimia
- Balanocarpus heimii King[3]